# Night of Champions (2009)
Night of Champions (2009) foi um evento de wrestling profissional em formato de pay-per-view realizado pela World Wrestling Entertainment, ocorreu no dia 26 de julho de 2009 no Wachovia Center na cidade da Filadélfia, Pensilvânia e contou com a presença de wrestlers da RAW, SmackDown, e ECW
. Como aconteceu nos anos anteriores, todos os campeonatos da World Wrestling Entertainment estiveram em jogo. Esta foi a terceira edição da cronologia do Night of Champions.

## Antes do evento
No Extreme Rules, Batista derrotou Randy Orton, ganhando o WWE Championship. No entanto, no Raw seguinte, Orton, Cody Rhodes e Ted DiBiase atacaram Batista, que sofreu um ferimento. Sem poder competir pelo título, Batista o perdeu. Na semana seguinte, aconteceu uma Fatal Four-Way pelo título, da qual Orton saiu vitorioso. Na mesma noite, Triple H venceu uma 10-Men Battle Royal, se tornando o desafiante de Orton no The Bash. No evento, Orton ganhou a Three Stages of Hell match, retendo o título. No Monday Night Raw de 29 de junho, o guest host Batista começou um torneio para escolher o desafiante pelo WWE Championship de Orton no Night of Champions. Na primeira eliminatória, Triple H derrotou MVP. Na segunda, John Cena derrotou The Miz. No Raw da semana seguinte, Rhodes e DiBiase invadiram a luta entre Cena e Triple H, causando um No Contest. O guest host, Ted DiBiase anunciou que a luta no Night of Champions será uma Triple Threat entre Orton, Triple H e Cena.
Em 26 de dezembro de 2008, Maryse derrotou Michelle McCool, se tornando a Divas Champion. No Raw de 29 de junho, Mickie James derrotou Kelly Kelly, Beth Phoenix e Rosa Mendes em uma Fatal Four-Way, se tornando a desafiante pelo Divas Championship de Maryse, luta que ocorrerá no Night of Champions.
No Extreme Rules, Jeff Hardy derrotou Edge, se tornando World Heavyweight Champion. No entanto, alguns minutos depois, CM Punk usou o direito que ganhou na Money in the Bank ladder match no WrestleMania XXV, desafiando Jeff pelo título e ganhando. No The Bash, Jeff teve sua revanche, vencendo Punk. No entanto, o título não mudou de mãos, já que a vitória foi por desqualificação, quando Punk atacou um juiz. Para acabar com qualquer rixa, o General Manager do SmackDown, Theodore Long marcou uma luta entre os dois no Night of Champions.
No The Bash, Edge e Chris Jericho derrotaram Carlito e Primo e Cody Rhodes e Ted DiBiase para ganhar o WWE Unified Tag Team Championship. No Raw de 6 de julho, o guest host Ted DiBiase ordenou que os campeões enfrentassem Legacy no Night of Champions. No entanto, Edge se feriu seriamente em um show não televisionado. Assim sendo, Jericho anunciou que terá um parceiro surpresa no Night of Champions.
Tommy Dreamer ganhou o ECW Championship ao derrotar Jack Swagger e Christian em uma Triple Threat Extreme Rules match no Extreme Rules e o defendeu com sucesso em uma Championship Scramble no The Bash, envolvendo Swagger, Christian, Finlay e Mark Henry. Na ECW de 9 de julho, Christian derrotou Vladimir Kozlov, se tornando o desafiante ao título de Dreamer.
Depois de ganhar o Intercontinental Championship de Chris Jericho no The Bash, Rey Mysterio foi atacado por Dolph Ziggler. No WWE Superstars de 16 de julho, Rey desafiou Ziggler para uma luta pelo título no PPV.

## Resultados
| #                              | Lutas                                                                                       | Estipulação                                            | Tempo        |
| ------------------------------ | ------------------------------------------------------------------------------------------- | ------------------------------------------------------ | ------------ |
| Dark                           | Cryme Tyme (Shad Gaspard e JTG) derrotaram The Hart Dynasty (Tyson Kidd e David Hart Smith) | Luta de duplas                                         | Desconhecido |
| 1                              | Jerishow (Chris Jericho e Big Show) (c) derrotaram The Legacy (Cody Rhodes e Ted DiBiase)   | Luta de duplas pelo Unified WWE Tag Team Championship  | 09:32        |
| 2                              | Christian derrotou Tommy Dreamer (c)                                                        | Luta individual pelo ECW Championship                  | 08:28        |
| 3                              | Kofi Kingston (c) derrotou Carlito, Jack Swagger, MVP, Primo[P] e The Miz                   | Desafio Six Pack pelo WWE United States Championship   | 08:35        |
| 4                              | Michelle McCool (c) derrotou Melina                                                         | Luta individial pelo WWE Women's Championship          | 06:12        |
| 5                              | Randy Orton (c) derrotou John Cena e Triple H                                               | Luta Triple Threat pelo WWE Championship               | 22:19        |
| 6                              | Mickie James derrotou Maryse (c)                                                            | Luta individual pelo WWE Divas Championship            | 10:44        |
| 7                              | Rey Mysterio (c) derrotou Dolph Ziggler                                                     | Luta individual pelo WWE Intercontinental Championship | 14:20        |
| 8                              | Jeff Hardy derrotou CM Punk (c)                                                             | Luta individual pelo World Heavyweight Championship    | 14:56        |
| (c) - Campeão(s) antes da luta |                                                                                             |                                                        |              |

P Primo substituiu Big Show na luta, já que este foi anunciado como parceiro de Chris Jericho na luta pelo Unified WWE Tag Team Championship.